# Westye Egeberg
Westye Egeberg (Denemarken, Lysabild 16 augustus 1770- Noorwegen, Christiania, 27 februari 1830) was een Noors zakenman van Deense komaf.
Westye Egeberg, vernoemd naar zijn opa Westie, werd geboren binnen het gezin van Martin Egeberg (1718-1780) en Fredrikke Hahnefeldt (overleden 1784). Hij was de laatste van de acht kinderen binnen dat huwelijk. Zijn vader overleed toen hij tien jaar oud was, zijn moeder daar vlak na. In 1785 vond Westye Egeberg onderdak in Kopenhagen bij familie van zijn moeder, tevens priester. In 1786 emigreerde hij naar Noorwegen. Hij richtte in februari 1800 in Oslo de voorloper op van Westye Egeberg & Co, een bedrijf dat later een van de grootste houthandelaren van het land zou worden.
Op 16 maart 1802 huwde hij Anna Sophie Muus uit Bragernæs (12 november 1775-17 januari 1862) en kreeg met haar opnieuw te maken met een kinderrijk gezin:
- Johan Henrik Egeberg (1804-1894), later accountant onder meer werkzaam bij de douane
- Westye Martinus Egeberg (1805-1898), werkzaam in vaders bedrijf
- Carl Egeberg (1806, slechts acht dagen oud geworden)
- Andreas Schaft Egeberg (1807-1887), theoloog, priester
- Carsten Tank Egeberg (1808-1860), reisde de wereld af voor zijn vaders bedrijf, overleed in Baden-Baden
- Christian August Egeberg (1809-1874), chirurg; vader van Theodor Christian Egeberg, die lijfarts van Haakon VII van Noorwegen werd
- Peder Cappelen Egeberg (1810-1874), militair, nam zaak over van zijn broer; zijn kinderen Ferdinand Julian Egeberg en Einar Westye Egeberg namen het weer van hun vader over
- Herman Egeberg (1812- 1813, nog geen jaar oud)
- Herman Egeberg (1814-1815, net een jaar oud)
- Annichen Fredrikke Sophie Egeberg (1815-1861) werd een van de eerste vrouwelijke componisten van Noorwegen